# Acaca liobuniformis
Acaca liobuniformis is een hooiwagen uit de familie Assamiidae. De wetenschappelijke naam van Acaca liobuniformis gaat  terug op Caporiacco.